# Chiesa del Calvario (Avigliano)
La Chiesa del Calvario, nota anche come Cappella del Calvario, è un luogo di culto cattolico di Avigliano, situata sul punto terminale della collina ai cui piedi sorge il paese.

## Storia
L'edificazione della chiesa, un piccolo tempietto votivo, si deve al desiderio di monsignor Luigi Filippi, arcivescovo di origini aviglianesi, di riqualificare l'area nord-est di accesso al paese, nota zona malfamata denominata "ngape a lu 'mbise" (letteralmente in testa agli impiccati). La prima proposta di costruzione risale al luglio 1852 a opera di Fra' Michele di Avigliano, padre guardiano del Monastero di Santa Maria degli Angeli, ma i lavori attuativi partirono solo agli inizi del XX secolo per concludersi nel 1904 grazie alla cooperazione di Gianturco Francesco fu Vito e Michele fu Nicola, ricordati in un'epigrafe interna al tempietto.
La chiesa si raggiunge seguendo un sentiero particolarmente scosceso che la mette in contatto con l'ex riformatorio giudiziario e al parco del monastero ad esso antistante. Particolarmente isolata, è meta di pellegrinaggio da parte della comunità nel periodo di Quaresima per rendere omaggio alla passione di Cristo. Lungo il percorso a tornanti, sono state sistemate le quattordici stazioni della "Via Crucis", tutte in marmo, che sostituiscono le precedenti edicole in legno.
Tra il 1995 e il 2000 fu soggetta ad un restauro radicale che toccò i lavori di sotto-pavimentazione e il rifacimento della copertura e degli interni dell'edificio.

## Descrizione

### Esterno
L'edificio consiste in un complesso in muratura a pianta ottagonale e navata unica, interamente lavorato in pietra locale a faccia vista. I vari lati sono contornati a due a due da piccole lesene di ordine dorico leggermente emergenti, mentre la facciata principale è caratterizzata da un portale con frontone triangolare e un reggi-campana, anch'essi in pietra da taglio, sormontati nella parte superiore da una piccola finestra circolare.
Aggettante l'ingresso della chiesa si presenta un piccolo piazzale in parte pavimentato e in parte a verde con la presenza di una fontana e una zona di sosta.

### Interni

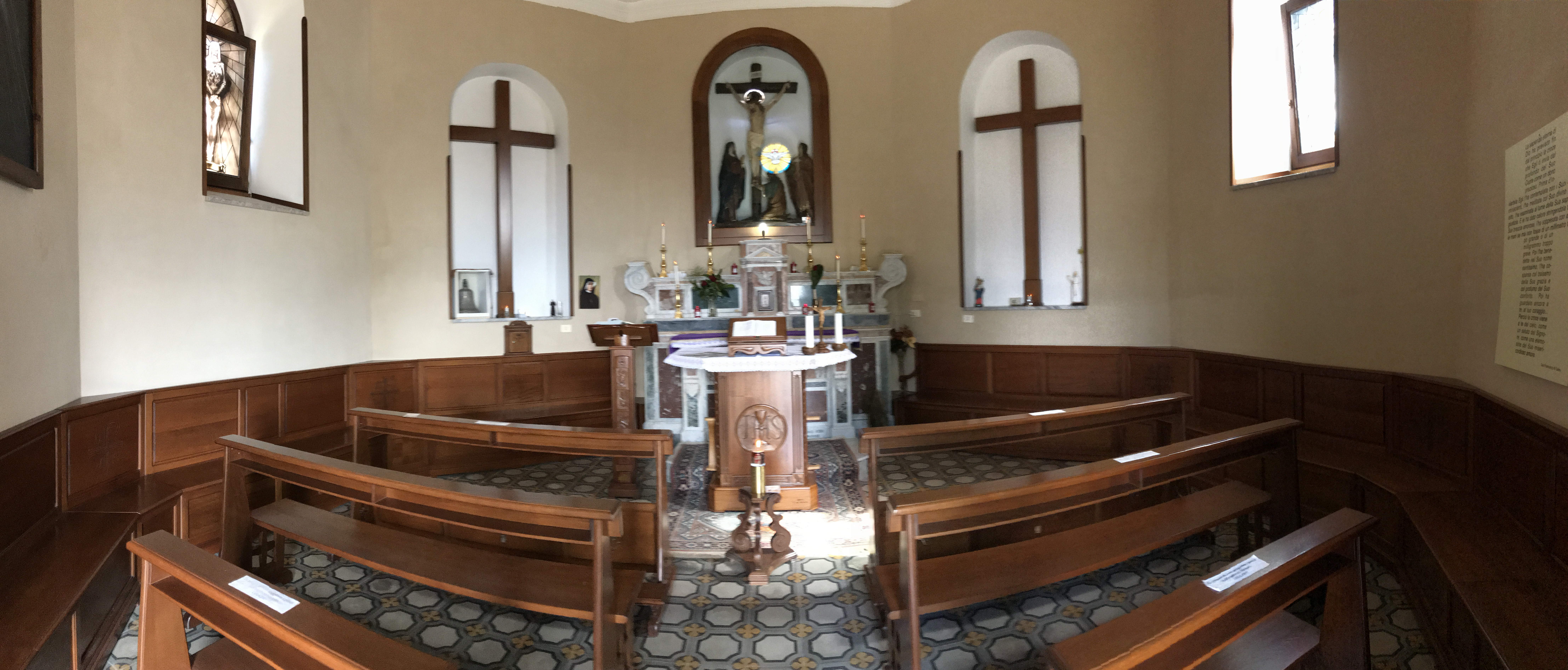
Panoramica interna della Chiesa del Calvario

Al suo interno, l'unico ambiente, pavimentato in piastrelle di ceramica, vede sul fondo l'altare maggiore in marmo policromo secondo l'uso preconciliare, addobbato da una nicchia contenente un gruppo scultoreo in cartapesta dipinta di bottega leccese e raffigurante La Crocifissione a cui si accompagnano la Madonna Addolorata, Maria Maddalena e San Giovanni Evangelista. Ai due lati dell'altare altre due nicchie custodiscono dei crocifissi lignei, un'altra opera in cartapesta raffigurante San Rocco e due ulteriori finestre garantiscono l'illuminazione della chiesa, mentre a ridosso del presbitero è collocata la mensa d'altare.
Dopo il secondo conflitto mondiale, la cappella si è arricchita di un arazzo raffigurante la Deposizione, trovato durante le operazioni belliche presso Volgograd e portato dalla Russia dal tenente colonnello Luigi Emanuele Gianturco comandante dell'ARMIR. Oggi il manufatto è esposto presso il Museo Diocesano di Potenza.